# Travnik
Travnik este un oraș în Bosnia și Herțegovina, aflat în centrul țării, la circa 90 km vest de Sarajevo. Este reședința cantonului Bosnia Centrală, și face parte din comuna Travnik. Orașul are circa 27.000 de locuitori, populația zonei deservite apropiindu-se de 70.000. Este celebru ca fiind capitala pașilor Bosniei între 1697 și 1850, și pentru numeroasele monumente istorice datând din acea perioadă.